# 세드리크 소아르스
세드리크 히카르두 알베스 소아르스(포르투갈어: Cédric Ricardo Alves Soares, 1991년 8월 31일 ~ )는 세드리크로 불리는 독일 출생 포르투갈의 축구 선수로 현재 캄페오나투 브라질레이루 세리이 A의 상파울루에서 수비수로 활동하고 있다.